# Очепка, Веслав
Веслав Очепка (пол. Wiesław Ociepka; 16 февраля 1922, Сосновец, Польская Республика — 28 февраля 1973, Щецин, ПНР) — польский партийный и государственный деятель ПНР, министр внутренних дел ПНР (1971—1973).

## Биография
Член ПРП с января 1945 г.
В годы немецкой оккупации содержался в трудовом лагере, бежал. С 1945 г. — активист Союза борьбы молодых (с 1948 г. — Союз польской молодёжи) в регионах Домбровского угольного бассейна Польши: председатель городской организации СБМ в Сосновце, руководитель отделения в гминной организации СБМ, с 1946 г. руководитель отдела Центральной комиссии профсоюзов, с 1948 г. — руководитель отдела и секретарь гминной организации ПСМ.
С 1953 г. учился в Центральной партийной школе, затем — на юридическом факультете Варшавского университета. В 1955 г. был назначен старшим инспектором организационного отдела ЦК ПОРП, с 8 октября 1955 г. — секретарь воеводского комитета ПОРП в Щецине по организационным вопросам, с 26 марта 1960 г. — заместитель руководителя, с 29 июня 1971 г. — руководитель административного отдела ЦК ПОРП. Одновременно являлся вице-президентом (1960—1965) и президентом Польского футбольного союза (1965—1972).
В 1971—1973 гг. — министр внутренних дел ПНР. Погиб в авиакатастрофе (вместе с ним погибло 18 человек, включая министра внутренних дел ЧССР Р.Каску и заведующего отделом обороны и безопасности ЦК КПЧ М.Кудзея).
Член ЦК ПОРП с 11 декабря 1971 г. Кандидат в члены ЦК с 20 июня 1964 г. Депутат Сейма ПНР VI созыва.
Имел воинское звание «полковник».

## Награды и звания
Награжден Офицерским Крестом и Командорским Крестом со Звездой ордена Возрождения Польши, орденами «Знамя Труда» I и II классов, Крестом Храбрых, двумя Серебряными Крестами Заслуги, медалью 10-летия ПНР.